# Che sogno incredibile
Che sogno incredibile è un singolo delle cantanti italiane Emma e Loredana Bertè, pubblicato il 4 giugno 2021 come secondo estratto dalla prima raccolta della Marrone Best of Me.

## Descrizione
Il brano è stato scritto da Tropico e Michele Canova Iorfida e tratta del rapporto tra due persone, in riferimento probabilmente al sentimento materno che si è instaurato tra le due cantanti. Secondo quanto dichiarato da Marrone, la collaborazione con Bertè risulta essere «una medaglia al valore che mi sono voluta mettere sul petto; abbiamo un rapporto madre-figlia, viscerale, umano, che coltiviamo da tanto. Lei è un'icona».

## Promozione
Le cantanti sono apparse in un video del backstage della realizzazione della collaborazione, reso disponibile sul servizio di streaming Apple Music.
Che sogno incredibile è stato eseguito da Emma in occasione del Battiti Live 2021. La coppia di cantanti si è in seguito esibita agli RTL 102.5 Power Hits.

## Accoglienza
Valentina Caiani di GQ Italia ha descritto il brano come «un singolo reggae [dal] sapore anni ottanta, che ci riporta alla luna che bussa alle porte del buio e a un immaginario speculare a quello del mare d'inverno, tra sabbia bagnata e una lettera che il vento porta via. [...] Merito delle due voci femminili, dell'atmosfera e dell'equilibrio di una canzone classica, ma a suo modo rock».
Vincenzo Nasto di Fanpage.it è invece rimasto piacevolmente colpito dalla «passione che si legge negli sguardi e che viene resa ancora più vivida dalle voci inconfondibili di Marrone e Bertè». Vanity Fair afferma che si tratta di «una collaborazione inedita, capace di trasmettere al pubblico tutta la potenza e la sinergia di due artiste uniche».

## Video musicale
Il video, diretto da Bendo, è stato pubblicato l'8 giugno 2021 attraverso il canale YouTube di Emma.

## Tracce
Testi di Davide Petrella, musiche di Michele Canova Iorfida.
1. Che sogno incredibile – 3:03

## Classifiche
| Classifica (2021) | Posizione massima |
| ----------------- | ----------------- |
| Italia            | 71                |